# Museum der ukrainischen Kultur
Das Museum der ukrainischen Kultur (slowakisch Múzeum ukrajinskej kultúry) ist ein Volkskundemuseum in der slowakischen Stadt Svidník. Es ist das älteste Nationalmuseum in der Slowakei.

## Ausstellung
Das Museum dokumentiert auf einer Fläche von 1700 m² die kulturelle und historische Entwicklung der ukrainisch-ruthenischen Bevölkerung der Slowakei vom 16. Jahrhundert bis zur Gegenwart. Die Hauptausstellung des Museums ist die kulturhistorische Ausstellung. Darüber hinaus wird die Flora und Fauna der karpatischen Natur, die eine der Hauptfaktoren für die allgemeine Lebensweise und die sozioökonomische Entwicklung des Gebietes war, präsentiert. Ein angeschlossenes Freilichtmuseum mit einer umfassenden ethnographischen Ausstellung und die Galerie Dezider Milly ergänzen das Angebot des Museums.

## Geschichte
Das 1956 in Prešov gegründete Museum zog 1964 an seinen heutigen Standort in der Stadt Svidník. Die Galerie Dezider Milly ist in einem denkmalgeschützten, barocken Herrenhaus aus dem 18. Jahrhundert untergebracht.